# Erster kastilischer Bürgerkrieg

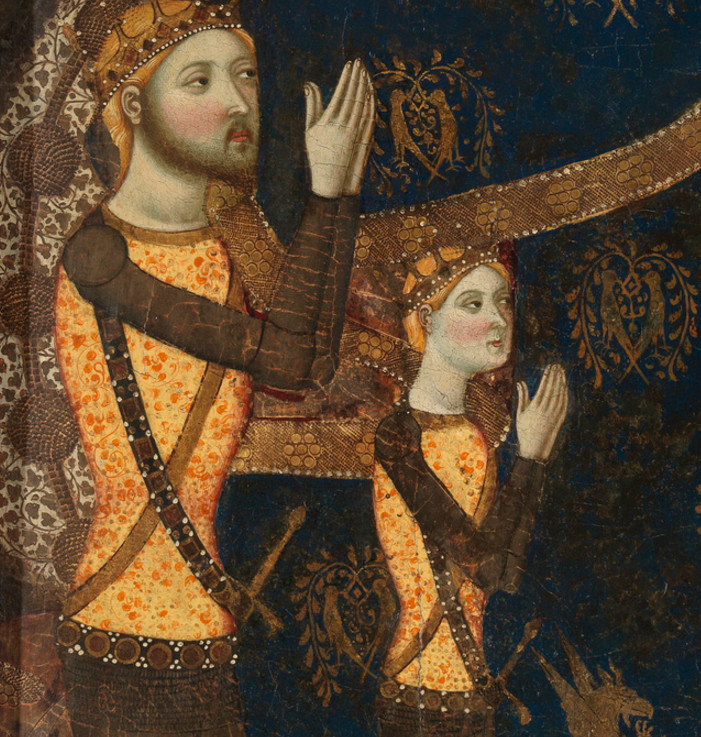
Heinrich von Trastámara von Jaume Serra

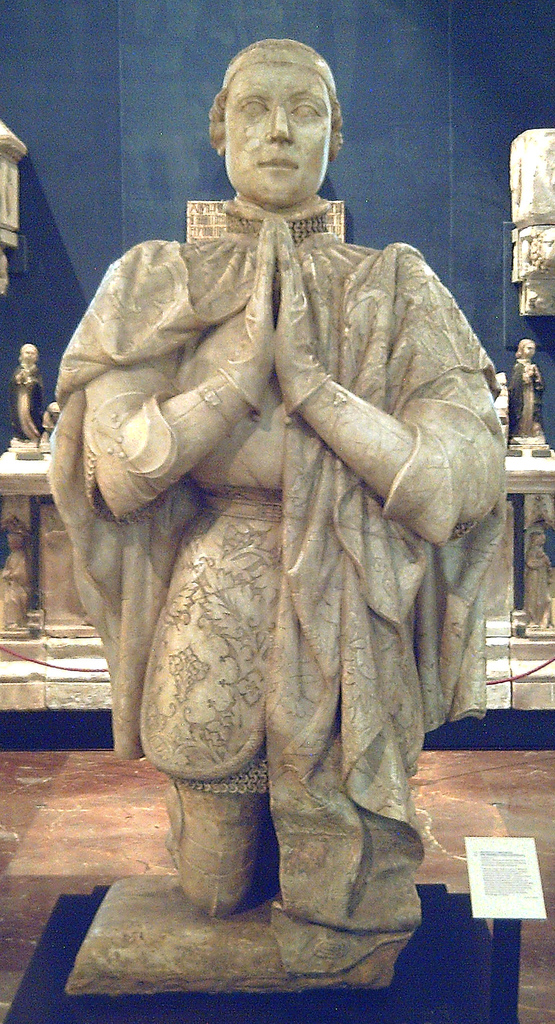
Alabaster-Skulptur von Peter dem Grausamen von 1504

Der erste kastilische Bürgerkrieg war ein Erbfolgekrieg um das Königreich Kastilien, der von 1351 bis 1369 andauerte. Der Konflikt begann nach dem Tod von Alfons XI. von Kastilien im März 1350. Er wurde Teil eines längeren Konfliktes zwischen dem Königreich England und dem Königreich Frankreich: der Hundertjährige Krieg. Er wurde hauptsächlich in Kastilien und an den Küsten zwischen lokalen und alliierten Kräften vom regierenden König, Peter I. und seinem illegitimen Bruder Heinrich von Trastámara ausgetragen um das Recht, die Krone zu besitzen.

## Gründe
Der Vater von Peter I., Alfons XI., war mit Maria von Portugal verheiratet. Aus dieser Beziehung wurde Peter I. von Kastilien geboren. Zusätzlich hatte er aber auch eine Geliebte, Leonor de Guzmán. Mit ihr hatte er mehrere illegitime Kinder, darunter Heinrich II. Dies führte zu Streitigkeiten bei der Thronfolge, weil Leonor de Guzman aufgrund der Beziehung Ansprüche für ihre Kinder gegenüber dem Thron erhob. Dieser Streit führte bereits zu Lebzeiten von Alfons XI. zur Spaltung in Kastilien in zwei Parteien, eine angeführt von der Königin und die andere angeführt von der Geliebten des Königs.
Peter wurde von seinen Anhängern der Gerechte genannt. Seine Feinde dagegen nannten ihn der Grausame. Die hohen Adligen sahen ihn als Tyrannen an, der den königlichen Willen freien Männern aufzwang. Er hatte aus ihrer Sicht seine königliche Autorität ausgeweitet und Krieg gegenüber der Krone von Aragonien geführt (genannt Krieg der beiden Peter). Die unteren Schichten sahen ihn dagegen als einen gerechten König an wegen seiner harten Urteile gegenüber dem hohen Adel, der auf ihre Kosten nach mehr Macht strebte.
Der illegitime älteste Sohn von Leonor de Guzman, Heinrich von Trastámara, bekam sehr schnell nicht nur die Unterstützung der hohen Adligen, sondern auch die Unterstützung von Frankreich, Aragon und auch vom Papst. Im Jahr 1366 stürzte er seinen Halbbruder als König von Kastilien, León, Toledo, und Sevilla und ernannte sich selbst zum König im Kloster von Las Huelgas.

## Konflikt
Der Konflikt begann bereits 1351, kurz nach der Thronbesteigung von Peter I. Nach seiner Thronbesteigung ließ seine Mutter Maria von Portugal die Geliebte seines Vaters, Leonor de Guzman, ermorden. Das führte zur Rebellion der Halbbrüder von Peter I. unter der Führung von Heinrich.  Sie wurden dabei von der hohen Nobilität unterstützt, als er vorhatte, ihre Macht zugunsten der unteren Bevölkerungsgruppen 1351 zu beschneiden.
In einem Versuch sie zu stoppen, arrangierte man eine Heirat von Peter I. mit Blanche von Bourbon, um Frankreich als Verbündeten zu bekommen. Das Scheitern dieser Ehe, weil Peter I. eine Allianz mit England anstrebte, führte zur Eskalation dieser Rebellion, da der jetzt in Ungnade gefallener Kanzler Juan Alfonso de Albuquerque, der Liebling der jetzigen Königinmutter, sich ihnen aufgrund der Ereignisse anschloss, die Leitung übernahm und sie in ihrer Rebellion weiter anstachelte. Weiterhin führte nach dem Scheitern der Heirat der Wunsch Peters I., mit seiner Geliebten Maria Padilla weiterleben zu wollen, dazu, dass der Papst und der Klerus sich von ihm abwandten.
Am Anfang waren es isolierte Rebellionshandlungen, die von Peter I. erfolgreich niedergeschlagen wurden. Immer wieder wurden diese Rebellionen niedergeschlagen,  wobei schließlich Juan Alfonso de Albuquerque 1354 starb und Heinrich II. wieder seinen Platz als Führer der Rebellion einnahm. Wegen des Scheiterns der Rebellionen floh Heinrich von Trastámara schließlich nach Frankreich und Aragon und fand dort Zuflucht.
Von dort aus unterstützte Heinrich den König von Aragon, als Peter I. das Land angriff und damit den Krieg der beiden Peter entfachte. Bei den darauffolgenden Kämpfen, in denen er auch Kastilien angriff, starben mehrere seiner Brüder. Trotzdem konnte er die Situation immer noch nicht zu seinen Gunsten wenden und weiterhin nur noch vom Exil aus agieren.

### Eskalation des Konfliktes (1366–1369)
Im Jahr 1366 versammelte dann Heinrich, der damals in Frankreich lebte, eine große Armee in Montpellier, das auch aus französischen und aragonesischen Truppen bestand, die beide Königreiche ihm zur Verfügung stellten. Zusätzlich waren auch englische Söldner dabei. Die Armee marschierte daraufhin mit der Unterstützung von den Königen von Frankreich und Aragon (Karl V. und Peter IV.) in Kastilien ein. Diesmal hatte er Erfolg und es gelang ihm, Peter zum Fliehen zu zwingen und sich zum König von Kastilien auszurufen.
Peter von Kastilien floh daraufhin nach Portugal und von Portugal aus floh er dann quer durch Galicien nach Bayonne, eine Stadt in der Gascogne, das von den Engländern kontrolliert war. Dort bat er Edward of Woodstock um Hilfe und als Gegenleistung für Ländereien in Kastilien, bekam er sie auch. Mit englischen Truppen, die Edward, der schwarze Prinz, führte, kehrte Peter I. nach Kastilien zurück und konnte 1367 den Thron wieder zurückgewinnen, nachdem er Heinrich in der Schlacht von Nájera besiegen konnte, in der England erneut seine militärische Überlegenheit auf dem offenen Schlachtfeld zeigen konnte. Heinrich musste deshalb wieder nach Frankreich zurückkehren und Peter I. bekam die Königswürde wieder zurück. Er hielt aber seine Verträge gegenüber seinen Verbündeten nicht ein und mit der Zeit verließen sie ihn, der schwarze Prinz mit eingeschlossen.
Im Jahr 1368 unterzeichneten Heinrich und Karl V. den Vertrag von Toledo, in dem Heinrich II sich verpflichtete, dem König von Frankreich eine Flotte zur Verfügung zu stellen im Kampf gegen England im Hundertjährigen Krieg als Gegenleistung für ländliche, militärische Hilfe, um seinen Thron wiederzubekommen. Heinrich von Trastámara marschierte daraufhin in Galicien ein, nahm mehrere Städte dort ein und nahm schließlich Leon im April ein. Nach diesem Ereignis stellte sich ganz Galicien auf der Seite von Heinrich. Er marschierte dann im Jahr 1369 in Kastilien ein und ermordete persönlich seinen Halbbruder Peter I. während der entscheidenden Schlacht von Montiel.
Sein Tod war das Ende des Bürgerkrieges. Heinrich II. wurde dann endgültig zum König von Kastilien ausgerufen und entfernte als erstes die Juden, die Peter I. beschützte, von hohen Stellungen. Kastilien wurde seitdem ein Verbündeter der Franzosen im Hundertjährigen Krieg.

## Konsequenzen
Durch die Thronbesteigung Heinrichs endete die Dynastie vom Haus Burgund-Ivrea in Kastilien. Stattdessen kam das Haus Trastámara an ihrer Stelle, die Kastilien bis 1504 regieren sollte. Zusätzlich bekam das Königreich Frankreich durch diese Thronbesteigung einen entscheidenden Verbündeten im Kampf gegen das Königreich England im Hundertjährigen Krieg. Mit Hilfe seiner überlegenen Flotte war Frankreich bis 1386 in der Lage die meisten der von den Engländern in Frankreich bis dahin eroberten Gebiete zurückzuerobern.
Das Ende des Krieges führte auch zu den Ferdinandinischen Kriegen, die entfacht wurden, als der portugiesische König den kastilischen Thron, den Heinrich II. an sich gerissen hatte, für sich beanspruchte unter dem Argument, er sei der legitime Nachfolger Peters I. Dabei wurde er von England unterstützt in einem Versuch die durch den Krieg entstandene Allianz zwischen Kastilien und Frankreich so zu brechen.

## Bibliografie
- Clara Estow: Pedro The Cruel of Castille 1350–1369. Leiden 1995 (englisch).
- Juan Antonio Martínez Gómez-Gordo: Doña Blanca de Borbón. Guadalajara 1998 (spanisch).
- Alphon Rabbe: Die Geschichte Spaniens. Bändchen 1, Dresden 1826.
- Justin Wintle: The Rough Guide History of Spain. Penguin Group, 2003 (englisch).